# Széchenyi Dénes (diplomata)
Sárvár-felsővidéki gróf Széchényi Dénes (Pest, 1866. december 1. – Stockholm, 1934. június 26.) diplomata.

## Élete
Diplomáciai tevékenységét követségi titkárként kezdte Drezdában, majd innen Brüsszelbe és Szentpétervárra, 1904-ben pedig Berlinbe került, követségi tanácsosként. 1907-ben követté és meghatalmazott miniszterré nevezték ki. 1908-tól kezdve 9 éven át az Osztrák–Magyar Monarchia képviselője Dániában és Norvégiában.

## Családja

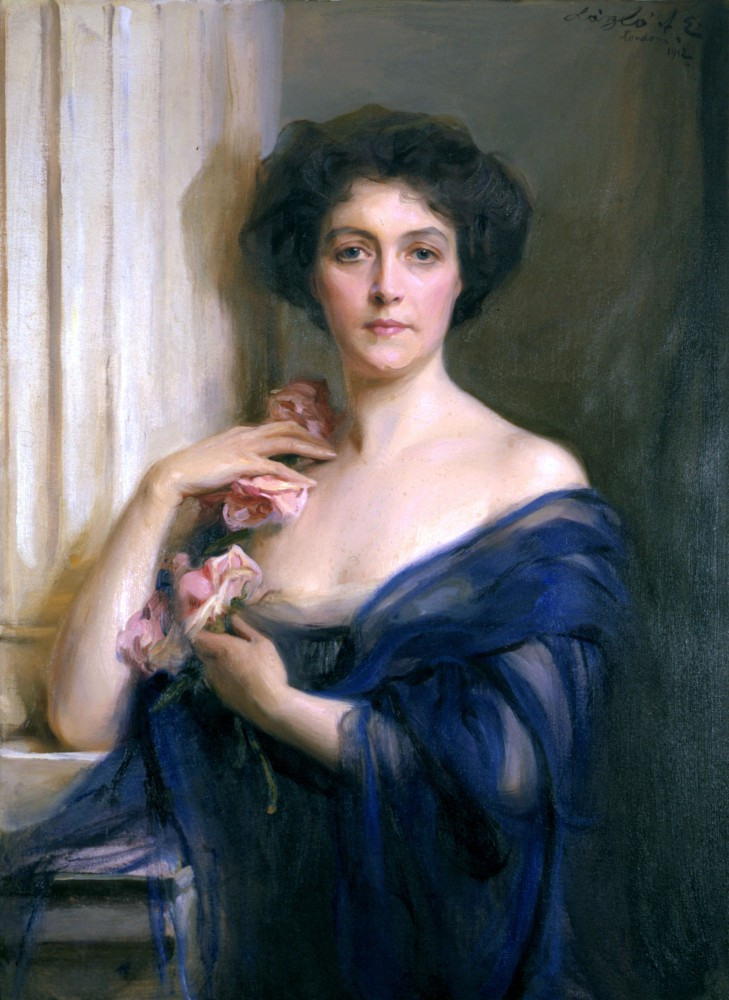
Felesége: Emilia de Riquet et de Caraman-Chimay

1896. július 8-án, Brüsszelben nőül vette Emilia de Riquet et de Caraman-Chimay grófnőt. Négy gyermekük született:
- János (1897-1969)
- Alexandra (1899-1977)
- Lujza Denise (1907-?)
- Ferdinánd (1909-1986)